# Катастрофа Ан-24 под Завоей
Катастрофа Ан-24 под Завоей — крупная авиационная катастрофа, произошедшая в среду 2 апреля 1969 года на массиве Бабьей горы близ деревни Завоя. Авиалайнер Ан-24Б авиакомпании «LOT — Польские авиалинии» завершал регулярный внутренний рейс LO-165 по маршруту Варшава — Краков, но при заходе на посадку в Краковском аэропорту Балице в условиях снегопада лайнер столкнулся с деревьями, после чего врезался в гору Бабьего массива у деревни Завоя и полностью разрушился. Погибли все 53 человека на борту самолёта — 48 пассажиров и 5 членов экипажа. 
На момент событий это была крупнейшая авиакатастрофа в Польше (на сегодняшний день — третья, после катастроф Ил-62 в Варшаве 1980 года и в Варшаве 1987 года) и самолёта Ан-24 (на сегодняшний день — шестая, после катастроф под Днепропетровском, в Маннарском заливе, под Баку, под Саратовом и под Малабо).
Официальная причина катастрофы так и не была установлена. 

## Самолёт
Ан-24Б (на латинице — An-24B, но часто указывают как An-24W) с регистрационным номером SP-LTF (заводской — 67302406, серийный — 024-06) был выпущен Киевским авиационным заводом в марте 1966 года. Лайнер был продан в Польскую Народную Республику, где к 12 апреля поступил в национальную авиакомпанию LOT. Так как при переговорах с диспетчерами экипажи использовали в качестве позывных не номер рейса, а бортовой номер, то позывной борта SP-LTF был «Сима Папа Лима Танго Фокстрот» (см. про Фонетический алфавит ИКАО) или коротко «Танго Фокстрот».

## Экипаж
Состав экипажа рейса LO-165 был таким:
- Командир воздушного судна — Чеслав Долинский (пол. Czesław Doliński). Стаж около 20 лет, налёт свыше двух миллионов километров.
- Второй пилот — Януш Гжесьчик (пол. Janusz Grześczyk)
- Бортинженер — Тадеуш Касинский (пол. Tadeusz Kasiński)

## Катастрофа
2 апреля 1969 года, в 15:20 с 48 пассажирами и 5 членами экипажа рейс 165 вылетел из Варшавского аэропорта Окенче, а рейс выполнял Ан-24Б борт SP-LTF, летящий из Варшавы в Краков протяжённостью около 250 километров и расчётной продолжительностью 50—55 минут. На маршруте ожидалась относительно хорошая погода: в низинах облака с нижней границей 500 метров, видимость до 8 километров, ветер сильный северо-западный, на южной части маршрута — западный, в районе Кракова возможен снегопад, вылетев, лайнер повернул на юг и направился к Кракову. Спустя 19 минут второй пилот в соответствии с планом полёта доложил на землю о прохождении радиомаяка Пшисуха.
Согласно плану, спустя 10 минут после прохождения Пшисухи, то есть в 15:49, рейс 165 должен был пройти Енджеюв, а затем переходить на связь с диспетчером аэропорта Балице (Краков). Но в 15:53 в диспетчерский центр Окенче позвонили из Балице и спросили, куда пропал борт SP-LTF. На звонок ответил помощник диспетчера, который сказал, что, возможно, экипаж просто задержался с прохождением Енджеюва из-за встречного ветра. Такие задержки не были редкостью, но всё же в Варшавском аэропорту забеспокоились и попытались вызвать этот пропавший самолёт. Наконец в 15:54 после третьей попытки это удалось, после чего командир самолёта Долински доложил, что минуту назад они прошли Енджеюв. Ещё через пару минут с самолёта доложили: Варшава, это Танго Фокстрот. Енджеюв пройден в сорок девять [15:49]… то есть… в пятьдесят две [15:52], простите. Енджеюв прошли на [эшелоне] три девятьсот [метров]. Новое время прохождения маяка сильно отличалось от переданного ранее, но диспетчер Ирена Киселев (пол. Irena Kisielew) не стала требовать от экипажа уточнить информацию, а вместо этого сообщила в Балице, что самолёт задерживается с прибытием из-за встречного ветра.
В 15:57 экипаж установил связь с аэропортом Балице и доложил о прохождении Енджеюва в 15:49, а радиомаяк аэропорта рассчитывает пройти минуты через три—четыре. Однако в указанное время самолёт данный радиомаяк не прошёл. Тем не менее диспетчер контроля, подозревая задержку из-за встречного ветра, дал указания по выходу на радиомаяк. Диспетчеры аэропорта были уверены, что рейс 165 следует правильным маршрутом, хотя в 15:59 пилоты передали, что ещё не наблюдают Краков. Тогда был включён радиолокатор Decca 424 большего радиуса действия, после чего, увидев на его экране точечные засветки, диспетчеры успокоились, решив, что одна из них и есть тот самый самолёт. Далее диспетчер дал указание снижаться до высоты 1200 метров. В свою очередь на борту самолёта экипаж никак не мог определить по радиокомпасу сигнал от аэропорта, поэтому решил, что их радиокомпас вышел из строя, но волноваться нет причины, так как диспетчер наблюдает их на радиолокаторе. В 16:05:34 диспетчер спросил у экипажа, какой у них пеленг от дальней приводной радиостанции, на что ему ответили: 03. В 16:05:47 с самолёта доложили о занятии высоты 1200 метров, на что диспетчер дал указание сохранять её и направляться к дальнему приводу. В 16:08:17 диспетчер передал: Танго Фокстрот, поворот вправо на курс сто десять градусов и снижайтесь до шестисот метров. В ту же минуту связь с бортом SP-LTF оборвалась.
После нескольких безуспешных попыток связаться с бортом SP-LTF, диспетчеры в 16:13 связались с находящимся близ Кракова военным Ли-2 и попросили помочь найти исчезнувший Ан-24. Но с военного самолёта сообщили, что не наблюдают ни самолёта, ни признаков его падения. Затем в аэропорту Балице раздался телефонный звонок — полиция городка Завоя, что в полусотне километрах юго-юго-западнее Кракова, сообщила, что недалеко от них на склоне Бабьего массива разбился самолёт. К 20 часам на место происшествия прибыли поисковые отряды, которые подтвердили худшее — это был пропавший рейс 165. Хотя в районе Кракова и ожидалась хорошая погода, но южнее в горах стояла метель. Летя сквозь снегопад на высоте 1200 метров, Ан-24 на скорости 520 км/ч врезался в покрытый лесом склон горы Поличи (высота 1369 метров) и, промчавшись сквозь деревья на протяжении 200 метров, полностью разрушился, при этом все 53 человека на борту погибли. На то время эта авиационная катастрофа была крупнейшей в стране и среди самолётов Ан-24. В настоящее время (2015 год) занимает в данных категориях соответственно третье (после катастроф в Варшаве в 1980 и 1987 годах) и шестое места соответственно.

## Известные пассажиры

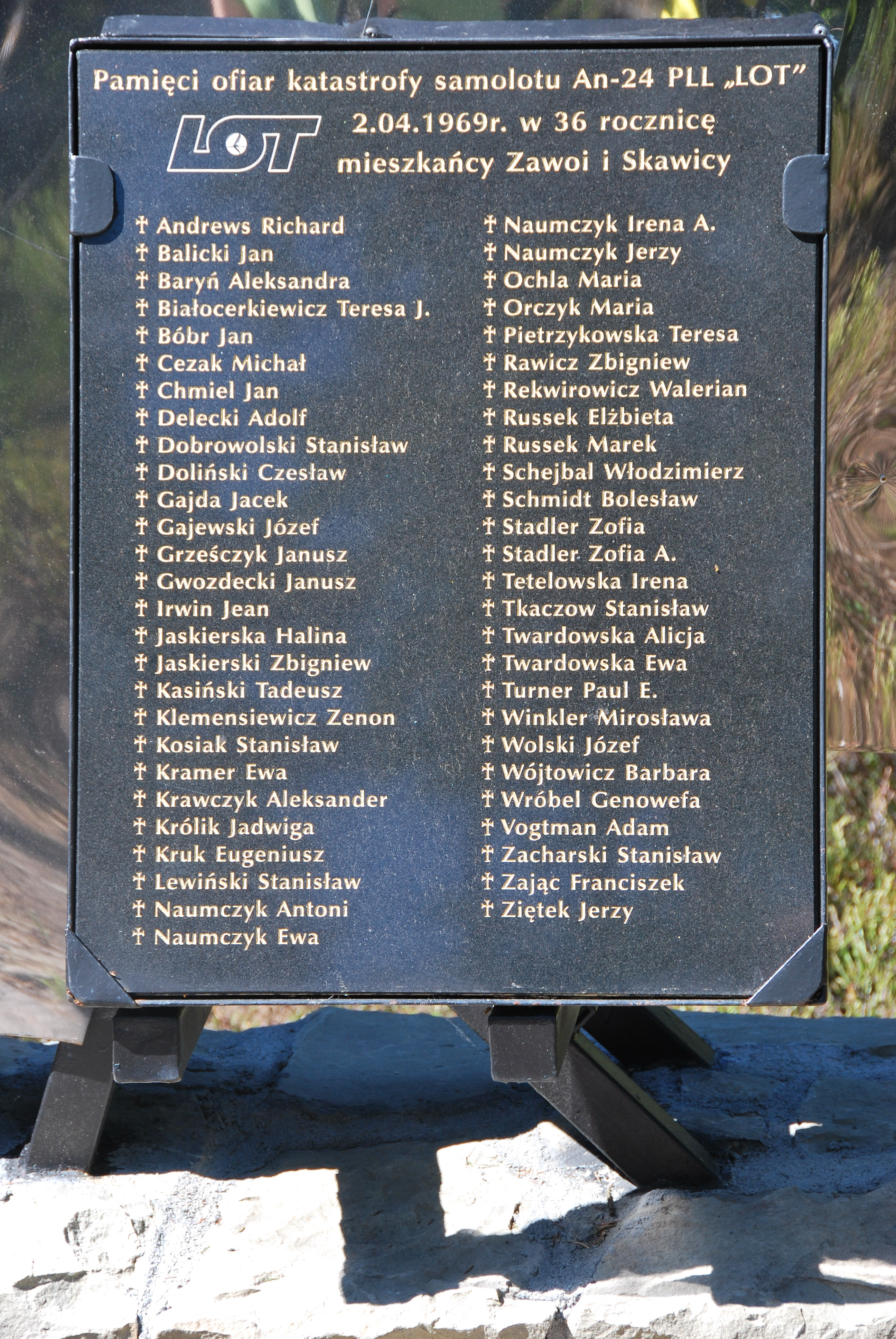
Доска с именами погибших

- Зенон Клеменсевич — учёный-языковед, член Польской академии знаний и Польской академии наук.
- Станислав Ткачёв[пол.] (1913—1969) — министр лесного хозяйства в 1945—1947 годах, посол ПНР в Монголии в 1960—1966, член ЦК ПОРП в 1948—1968, львовский воевода в 1944—1945, депутат ГосСовета и Сейма в 1944—1956.

## Причины
Уже на следующий день после катастрофы радио «Свобода» передало, что самолёт на самом деле был угнан, при этом угонщики могли направиться, например, в Вену, либо какую-либо другой европейский город за пределами Восточного блока. Причиной катастрофы в этом случае могла быть драка между пилотами и угонщиком (либо угонщиками), в ходе которой самолёт вышел из-под контроля и упал с эшелона. Однако польские следователи, проверив данные на всех людей на борту, быстро опровергли версию об угоне. Из всех пассажиров пилотировать Ан-24 могли только два пилота компании LOT, которые в данном рейсе летели пассажирами, но у них не было найдено никаких мотивов бежать из страны.

### Официальное заключение
Само расследование во многом осложнялось тем, что бортовые самописцы самолёта были недостаточно надёжными по конструкции и разрушились при катастрофе, а потому получить объективные данные о полёте следователи не смогли. Также самолёт «Ан» не был оборудован речевым самописцем, из-за чего имелись только записи переговоров экипажа с диспетчерами. Расследование заняло три месяца, после чего комиссия пришла к заключению, что не может точно определить причину, по которой самолёт вдруг отклонился от линии пути и продолжил следовать дальше на юг в сторону гор. Основной версией была названа ошибка командира экипажа, который скрывал от врачей проблемы со здоровьем, а в роковом полёте у него мог случиться сердечный приступ, что также отвлекло остальных членов экипажа от пилотирования. Самолёт при этом продолжал следовать в южном направлении, из-за чего экипаж попросту вскоре заблудился, но не стал пытаться найти аэропорт, сохраняя направление полёта.

### Альтернативные версии
С этой версией однако не согласился министр связи пол. Пётр Левиньский, у которого в катастрофе погиб сын, поэтому по его приказу была создана другая комиссия. В эту комиссию вошёл и военный врач Станислав Милевский (пол. Stanisław Milewski), который, проведя обследование тела командира экипажа, подтвердил, что у того незадолго до смерти был сердечный приступ, но он не стал причиной катастрофы, так как в момент столкновения с горой оба пилота сидели на своих местах и по указанию диспетчера выполняли крутой поворот. Для изучения траектории полёта самолёта была запрошена помощь военных, которые предоставили данные с военных радиолокаторов. В итоге вторая комиссия пришла к заключению, что катастрофа произошла по банальной причине — пилоты заблудились, после чего, не зная своё точное местонахождение, начали слепо выполнять команды авиадиспетчера. Но это было не единственным фактором, приведшим к катастрофе, ведь нарушения имелись и в работе диспетчерского центра в Кракове. Так в аэропорту имелся относительно новый радар системы Decca 424, установленный в 1967 году и имевший радиус покрытия 30 километров. Но его использовали не как основной, а как вторичный, так как за прошедшие два года не смогли настроить как следует, а потому он в основном был отключён. Когда же диспетчеры всё-таки включили этот радар, то самолёт уже находился вне зоны его действия, так как катастрофа произошла в полусотне километрах от аэропорта.
Существует также версия, что в день происшествия в аэропорту Балице на самом деле оба радиолокатора не работали, однако проверить или подтвердить эту информацию не представляется возможным.